# アルベルト・レスティ
アルベルト・レスティ（独: Albert Rösti、ドイツ語発音: [ˈalbɛʁt ˈrøːsti]、1967年8月7日 - ）は、スイスの実業家、政治家。スイス国民党党首や国民議会議員を経て、2023年1月1日から連邦参事会参事を務める。

## 経歴
ベルン州カンデルシュテークの、山あいで農業を営むプロテスタントの一家に生まれる。チューリッヒ工科大学で作物栽培学を学んだのち、2002年にロチェスター大学で経営学修士 (MBA) を取得した。
1998年、ベルン州経済局に入り、2001年から2003年にかけて事務次長を、2003年から2006年にかけて事務局長を務めた。2013年から、ビジネスと政治関連のコンサルティング企業 Büro Dr. Rösti GmbH のオーナー兼マネージャーとなっている。
2007年から2014年まで、農業情報局 (LID) 局長を務めた。2014年5月には「賢いエネルギー政策のためのスイス・アクション」 (AVES) の会長に選出された。2015年5月には、スイスの燃料貿易業者の業界団体スイス・オイルの会長をカスパー・バーダーから引き継いだ。
2000年から2007年まで、スイス国民党ウエテンドルフ支部長を務めた。2008年1月にウエテンドルフ市議会議員となり、2014年には市長となった。
2011年の総選挙で、国民議会（下院）議員に初当選。2015年には国民党の選挙対策本部長となり、自身も全州議会（上院）議員にベルン州から立候補したが落選した。その後も、2022年12月31日まで国民議会議員に留まった。
2015年11月には、国民党のベルン支部から同年の連邦参事選の候補者に指名されたが、2週間後に指名を辞退した。
2016年4月23日、トニー・ブルンナーの後任の国民党党首に全会一致で選出され、2020年まで務めた。
2022年12月7日、ウエリ・マウラーの後任の連邦参事に選出され、翌年1月1日に就任した。

## 人物
1994年に、スイス インターナショナル エアラインズの客室乗務員だったテレーズ・ノイエンシュヴァンダーと結婚した。ザリーナとアンドレの1男1女がいる。トゥーン近郊のウエテンドルフ在住。